# Дзорапор

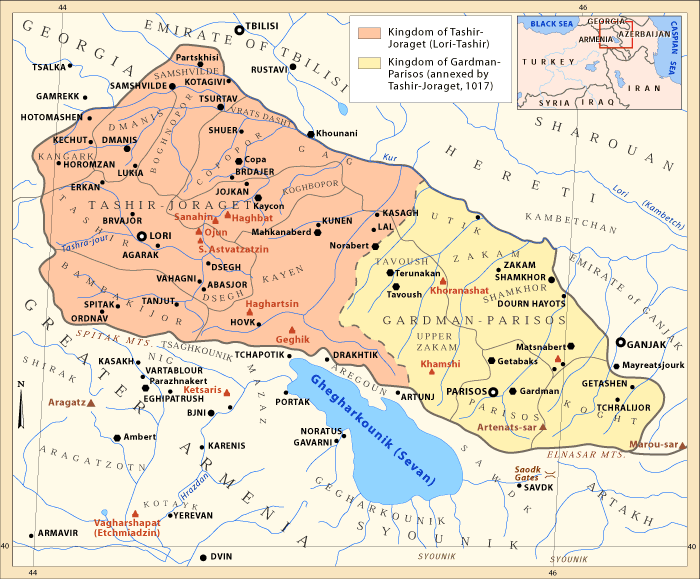
Гавар Кайен (Дзорапор) на карте Ташир-Дзорагетского царства

Дзорапор (арм. Ձորափոր) (Дзор, Кайан, Кайен) — гавар в провинции Гугарк Великой Армении, историко-географическая область. В XII—XIII веках был известен под названиями Кайан и Кайен.

## География
Охватывал территории вдоль среднего течения реки Агстев. Согласно «Армянской географии» VII века, был первым гаваром провинции Гугарк. Дзорапор граничил на севере с гаваром Кохбопор, на западе — с Таширом, на юго-востоке — с гаваром Тавуш (Тучкатак). Название области происходит от армянского слова дзор (ущелье). Более позднее название Кайан (арм. Կայեան) переводится с армянского как стоянка.

## Исторический очерк
Согласно Мовсесу Хоренаци, в I веке н. э. Дзорапор (Дзор) вместе с гаварами Колбопор, Цобопор, Кангарк и Джавахк являлся наследственным нахарарским владением. В 387 году, во время первого раздела Армении, был присоединён к вассальному от Персии Грузинскому царству. Уже с IV века Дзорапор составил небольшое нахарарство. Из его знатных наследников известен католикос Армении Саак Дзорапореци (Дзорапорский), живший в VII веке. Нахарарский род Дзорапора был прерван в VII веке во время арабского владычества. В 880-е годы царь Армении Ашот I присоединил Дзорапор к армянскому государству, когда его границы на востоке доходили до реки Кура. В начале X века здесь строятся несколько важных крепостей и укреплений, среди которых наиболее важными были Кайан и Кайцон. С 966 года до конца XI века гавар находился в составе Ташир-Дзорагетского царства, после чего на некоторое время был завоёван сельджуками.
В начале XII века царь Грузии Давид Строитель присоединил армянскую область к Грузии, а во второй половине XII столетия здесь правили Арцруниды с центром в крепости Махканаберд. С 1191 до XIV века Дзорапор входил во владения Закарянов. В XII—XIII веках область Дзорапор называлась также Кайан или Кайен по имени одноимённой крепости на левом берегу реки Агстев.  С XVII века — Граги дзор. Позднее армянский Дзрапор входила в Картлийское царство.
Одно из древнейших поселений — селение Лали, упоминается в географии Птолемея.

## Культура
В Дзорапоре находится ряд важнейших армянских историко-архитектурных памятников, среди которых Гошаванк (Гетик) (1191—1196 гг.), Макараванк (1205 г.), Агарцин (1281 г.), Аракелоц (XIII в.) и т. д. В гаваре Дзорапор/Кайан жили и творили такие деятели армянской культуры как Мхитар Гош, Хачатур Таронаци, в Нор Гетике (Гошаванк) учился Киракос Гандзакеци.

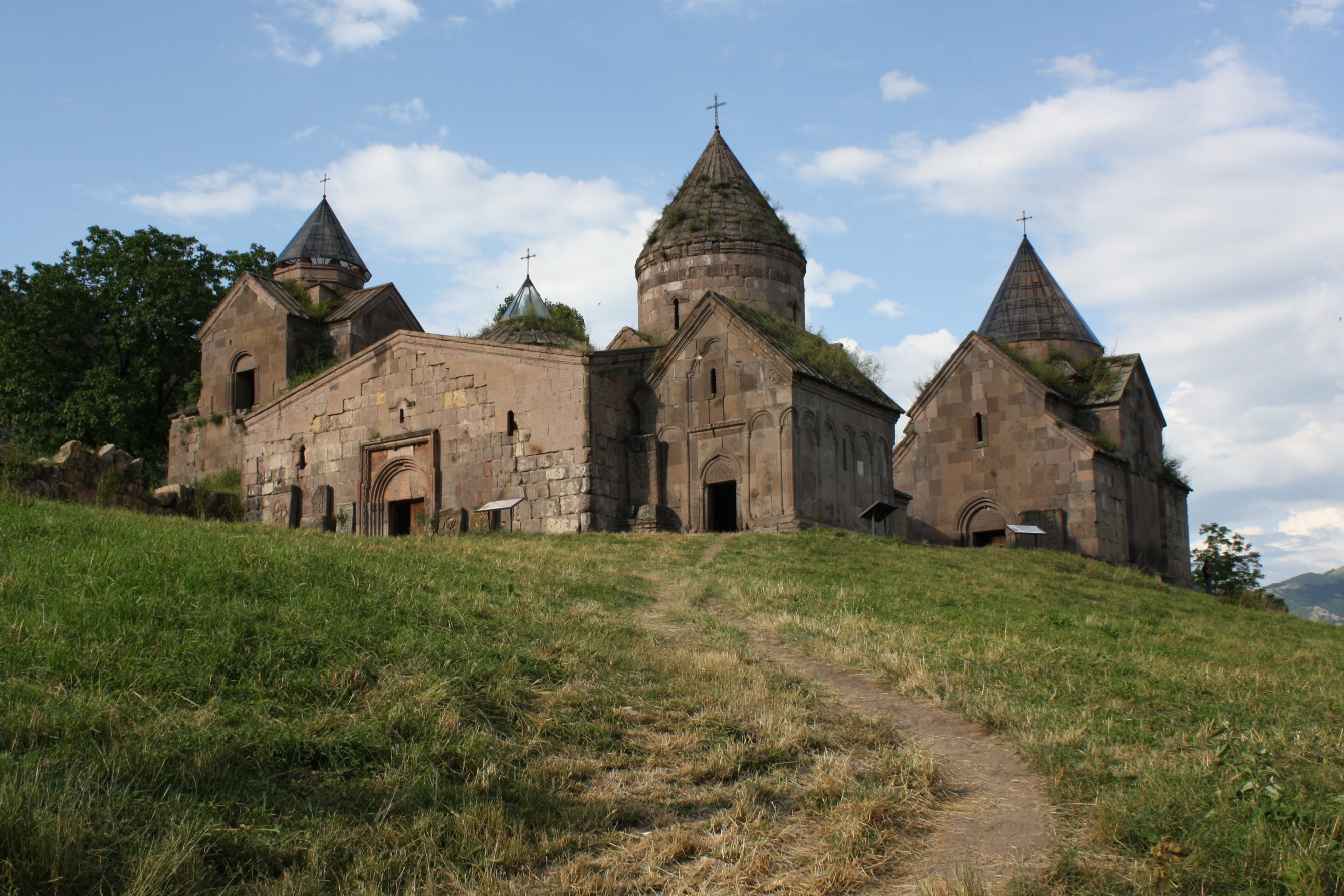
Гошаванк, 1191—1196 гг.
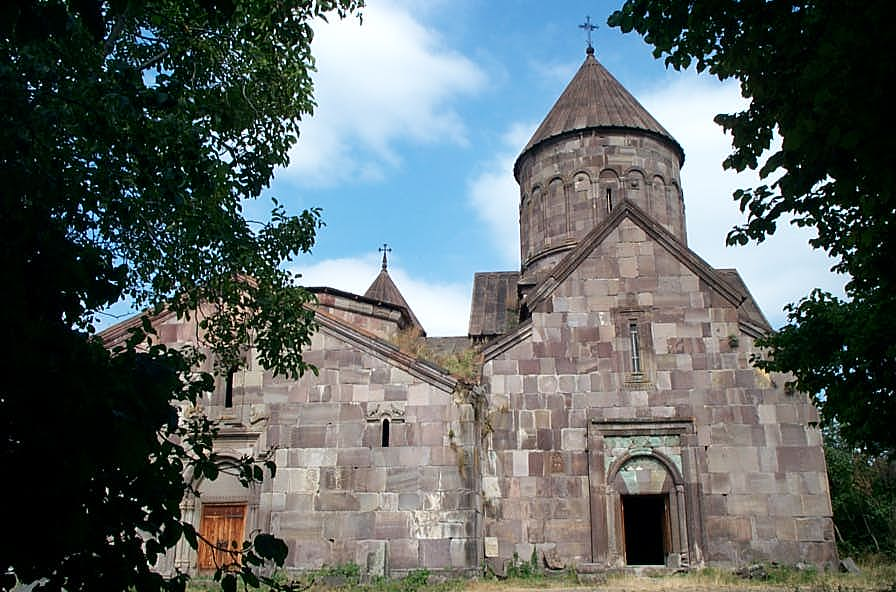
Макараванк, 1205 г.
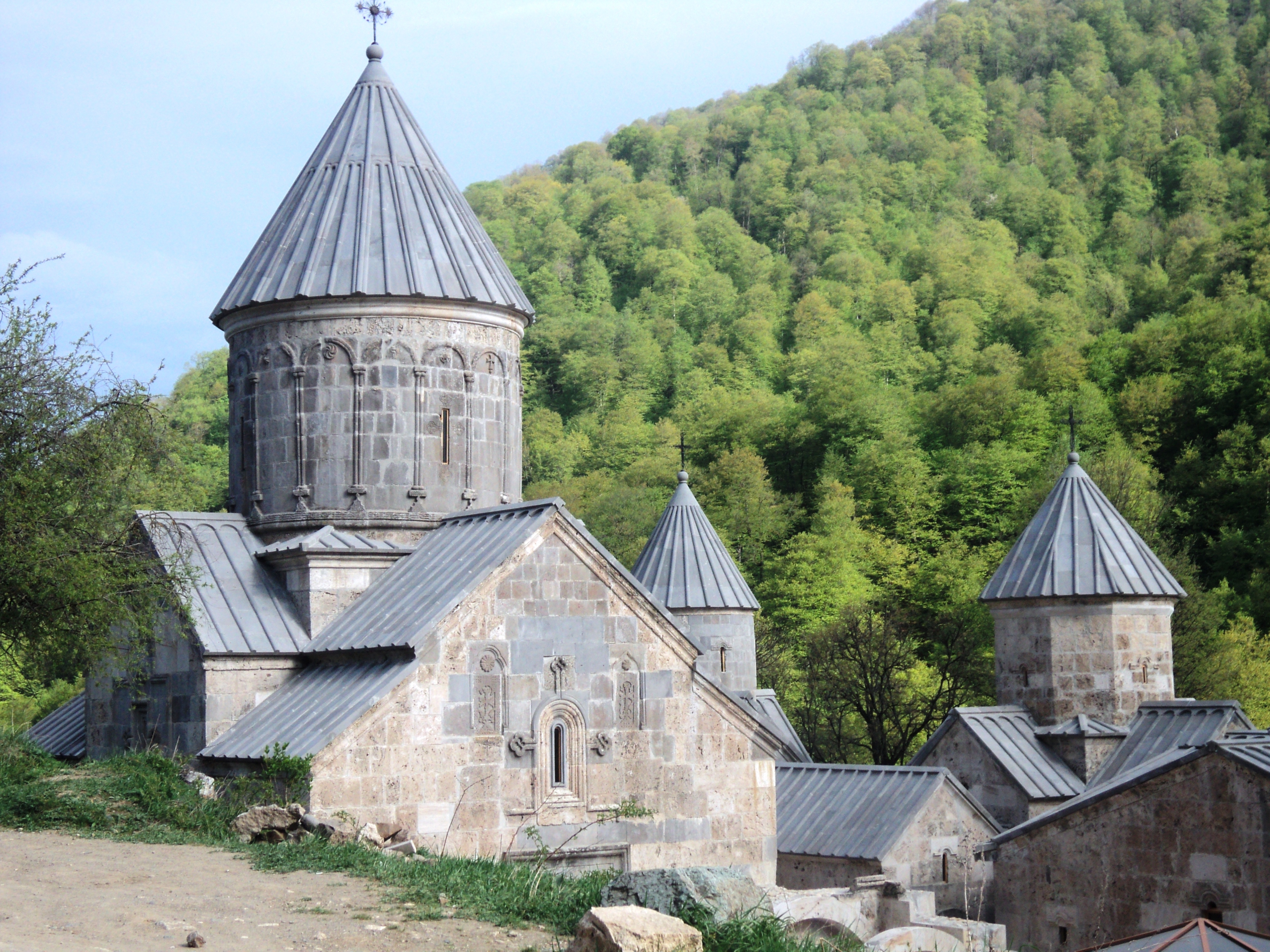
Агарцин, 1281 г.

## Известные уроженцы
- Саак III Дзорапореци (ум. 708)[12] — католикос Армении 677—703 гг.

## В литературе
Часть действий произведения Газароса Агаяна «Торк Ангех и Айкануш Прекрасная» (1888) происходят в Дзоропоре.

## Источник
- Т. Х. Акобян (1981). Историческая география Армении. Ереван, издательство «Митк» (арм.)